# Akiko Wada
Akiko Wada (和田 アキ子, Wada Akiko), née le 10 avril 1950, est une chanteuse, actrice et présentatrice de télévision japonaise. Ses surnoms sont « Akko » et « Jotei » (女帝), « l'impératrice », donné en raison de sa taille au-dessus de la moyenne au Japon (174 cm).

## Nationalité
Akiko Wada est née dans une famille de Zainichi, des résidents du Japon d'origine coréenne. Elle est née sous le nom Kim Bok-Ja (en coréen : 김 복자, Hanja : 金福子) dans l'arrondissement d'Ikuno-ku à Osaka. Comme beaucoup de Coréens Zainichi, elle avait aussi un nom de style japonais pour son usage quotidien, Fukuko Kaneumi (金海福子, Kaneumi Fukuko). Quand elle a pris la nationalité japonaise, son nom est devenu Akiko Wada (和田 現子, Wada Akiko), qui, après le mariage, est devenu Akiko Iizuka (飯塚 現子, Iizuka Akiko).
Elle fait partie de l'agence de spectacles Horipro.

## Carrière
À 17 ans, elle quitte l'école et se produit dans des clubs. Elle signe un contrat avec l'agence de spectacles Horipro et sort son premier single, Hoshizora no Kodoku en 1968. Elle obtient son premier hit l'année suivante avec son deuxième single Doshaburi no Ame no Naka de. En 1970, elle a joué au Kōhaku Uta Gassen, un spectacle de musique diffusé chaque veille du Nouvel An; depuis lors, elle y est apparue plus de trente fois. En 1972, elle a reçu le Japan Record Awards de la meilleure chanson pour Ano Kane wo Narasu no wa Anata.
Elle est la voix de Bowser dans Super Mario Bros.: Peach-Hime Kyushutsu Dai Sakusen!. Elle a également doublé Marge Simpson dans la version japonaise de Les Simpson, le film.
Elle a également joué avec le groupe de musique M-Flo sur la chanson Hey! de leur album de 2005, Beat Space Nine.
Akiko Wada est la première asiatique à se produire au célèbre Apollo Theater de Harlem, à New York, en septembre 2008 dans le cadre de sa tournée anniversaire célébrant ses 40 ans de carrière.
Pour célébrer ses 50 ans de carrière, une compilation sort en 2017 suivie d'un album de reprises en 2018 et d'une tournée.

## Filmographie sélective
- 1970 : Stray Cat Rock: Female Boss (女番長野良猫ロック, Onna banchō nora-neko rokku?) de Yasuharu Hasebe
- 1970 : Stray Cat Rock: Wild Jumbo (野良猫ロック ワイルドジャンボ, Nora-neko rokku: Wairudo janbo?) de Toshiya Fujita
- 1970 : Kigeki: Hanayome sensō (喜劇 花嫁戦争?) de Kōichi Saitō
- 1976 : Kinkin no runpen taishō (キンキンのルンペン大将?) de Teruo Ishii